# Dodge Tomahawk
La Dodge Tomahawk è un prototipo di motocicletta presentato dalla Dodge al Salone dell'automobile di Detroit del 2003. Si stima che delle unità prodotte ne siano state vendute nove, al prezzo di 550.000 dollari l'una.

## Caratteristiche
Il design della Tomahawk, in stile art déco, è stato affidato al designer della Chrysler Mark Walters; il motore, lo stesso della Dodge Viper SRT10, ha una cilindrata totale di 8.3 litri e una potenza di 370 kW. Il veicolo è dotato di due ruote sia davanti che dietro, il che lo rende più simile a un quadriciclo che non a una tradizionale motocicletta. Le due coppie di ruote si muovono in maniera indipendente, permettendo al mezzo di controsterzare e piegare in curva come una moto.

## Controversie sulla velocità massima
La velocità massima della Tomahawk è stata spesso fonte di dibattito. La Dodge inizialmente dichiarò che la velocità massima stimata era di 680 km/h, successivamente abbassata a 480 km/h; i portavoce della compagnia tuttavia non risposero alle domande su come tale velocità fosse stata calcolata. Wolfgang Bernhard, CEO del Gruppo Chrysler all'epoca, dichiarò nel 2003 che nessuno avesse mai guidato la Tomahawk a una velocità superiore ai 160 km/h.
Joe Teresi, redattore della rivista Easyriders, disse che la velocità massima doveva essere stata stimata solo sulla base dei cavalli e del rapporto finale, ignorando i "fattori critici" quali area frontale, coefficiente d'attrito e resistenza aerodinamica. La Dodge declinò le offerte di un test su strada, e a quanto si sa nessuno ha mai tentato di guidare la Tomahawk fino alla sua massima velocità. Il portavoce dell'azienda David Elshoff disse che un giorno la Tomahawk avrebbe effettuato dei test di velocità al Bonneville Speedway, ma nessun tentativo fu mai fatto.
Dave Campos, ex detentore del record del mondo di velocità su moto, dubitò che la Tomahawk potesse superare le 200 mph (320 km/h), perché a quella velocità il pilota sarebbe "volato via dalla moto" senza una carenatura adeguata, e le quattro ruote sterzanti sarebbero state un'ulteriore aggravante. Phil Patton del New York Times scrisse in un suo articolo: "in teoria, la Tomahawk potrebbe catapultarsi a 60 miglia orarie partendo da ferma in due secondi e mezzo e raggiungere le 300 miglia orarie. In pratica, dato che Evel Knievel è andato in pensione, è difficile immaginare qualcuno desideroso di provarci."